# کاخ ریاست‌جمهوری، هلسینکی
کاخ ریاست جمهوری، هلسینکی (انگلیسی: Presidential Palace)، (فنلاندی: Presidentinlinna, سوئدی: Presidentens slott) یکی از ۳ اقامتگاه رسمی رئیس‌جمهوری فنلاند است. این بنا در هلسینکی، در ضلع شمالی اسپلانادی، مشرف به میدان بازار هلسینکی واقع شده‌است.

## پیشینه
بنای اولیه کاخ ریاست‌جمهوری بین سال‌های ۱۸۱۶ تا ۱۸۲۰ توسط پر گرانستد معمار فنلاندی به مانند یک قصر مجلل ساخته شد. این محل پیش از این یک انبار بزرگ نمک متعلق به یوهان هنریک هایدنر از نخبگان و بازرگانان هلسینکی بود. این بنا در سال ۱۸۳۷ به قیمت ۱۷۰ هزار روبل، از وی خریداری شد تا به اقامتگاه فرماندار کل فنلاند تبدیل شود. با این حال، نیکلای یکم تزار روسیه آرزو داشت که این محل اقامتگاه رسمی امپراتور روسیه، دوک بزرگ فنلاند در هلسینکی شود، و بنابراین ساختمان به کاخ امپراتوری در هلسینکی تبدیل شد.
کار بازسازی نمای بیرونی و هم‌چنین معماری داخلی این بنا بین سال‌های ۱۸۴۳ و ۱۸۴۵ توسط کارل لودویگ انگل، خالق مکتب معماری نوکلاسیسیسم هلسینکی و پس از مرگ وی توسط پسرش کارل الکساندر انجام شد. جاکومو کوارنگی معمار و نقاش اهل ایتالیا نیز در معماری داخلی این بنا نقش مؤثر داشت.

## کاخ ریاست جمهوری
پس از تصویب قانون اساسی جدید در سال ۱۹۱۹ مشخص شد که مناسب‌ترین محل اقامت رئیس‌جمهور کاخ امپراتوری سابق است. تعمیرات کامل با سرعت انجام شد، وسایل و مجموعه‌های هنری کاخ، از محل ذخیره‌سازی در موزه ملی و موزه هنر آتنیوم بازگردانده و تکمیل شد. از آن زمان، این محل به عنوان محل اقامت رسمی رئیس‌جمهور شناخته شده‌است. آخرین بازسازی‌های اساسی کاخ در سال‌های ۲۰۱۲ تا ۲۰۱۴ با هزینه ۴۵ میلیون یورو انجام شد.

## معماری داخلی

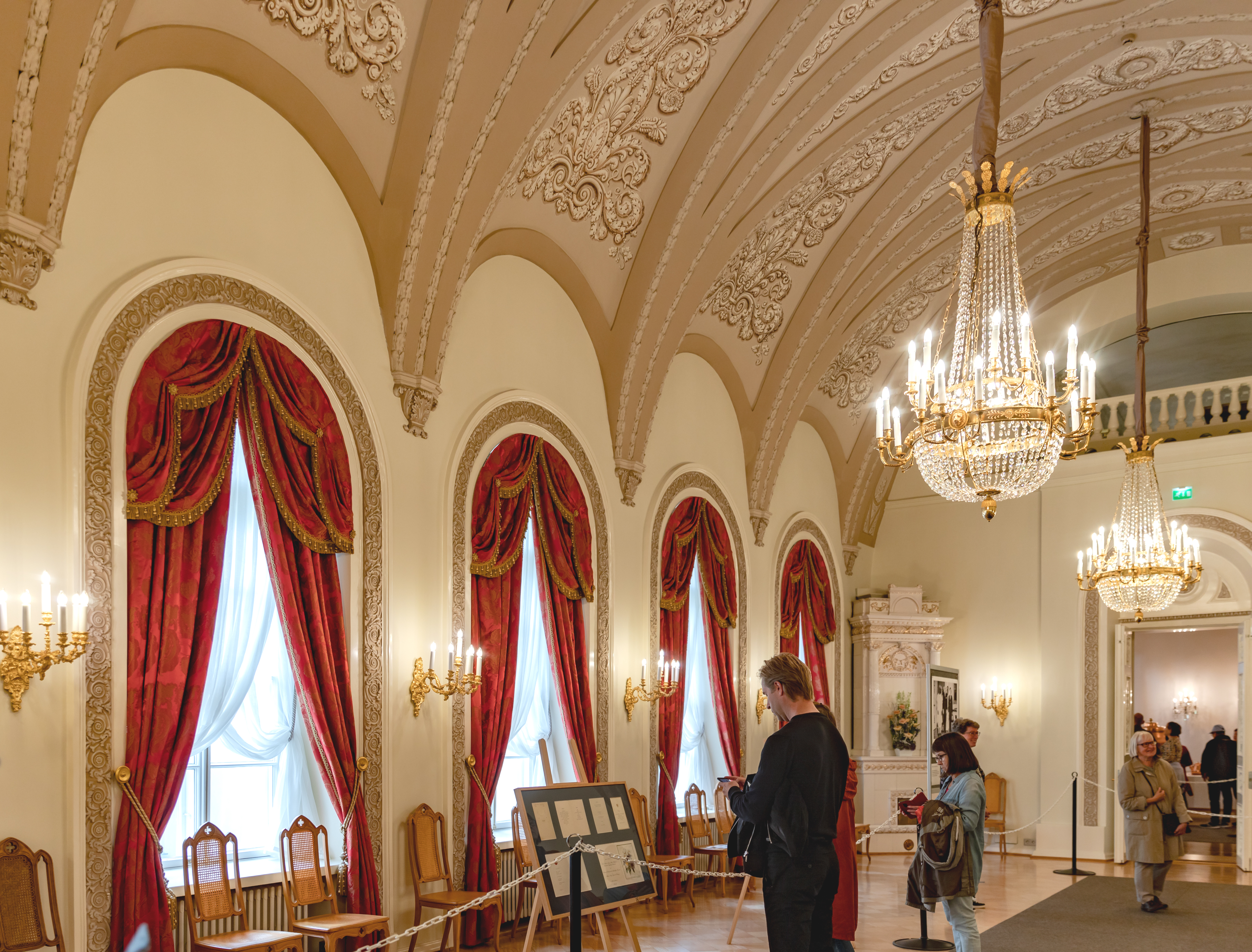
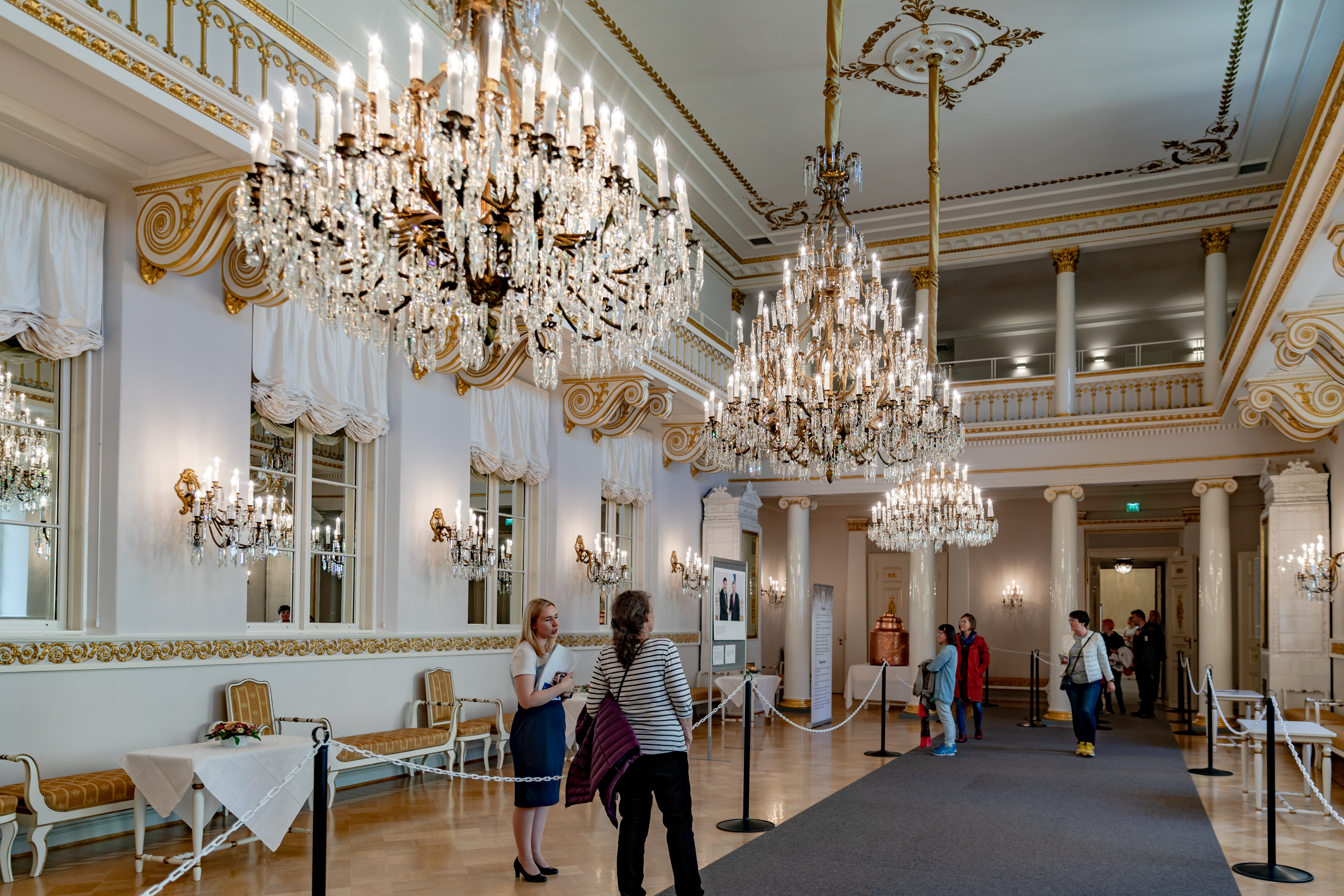
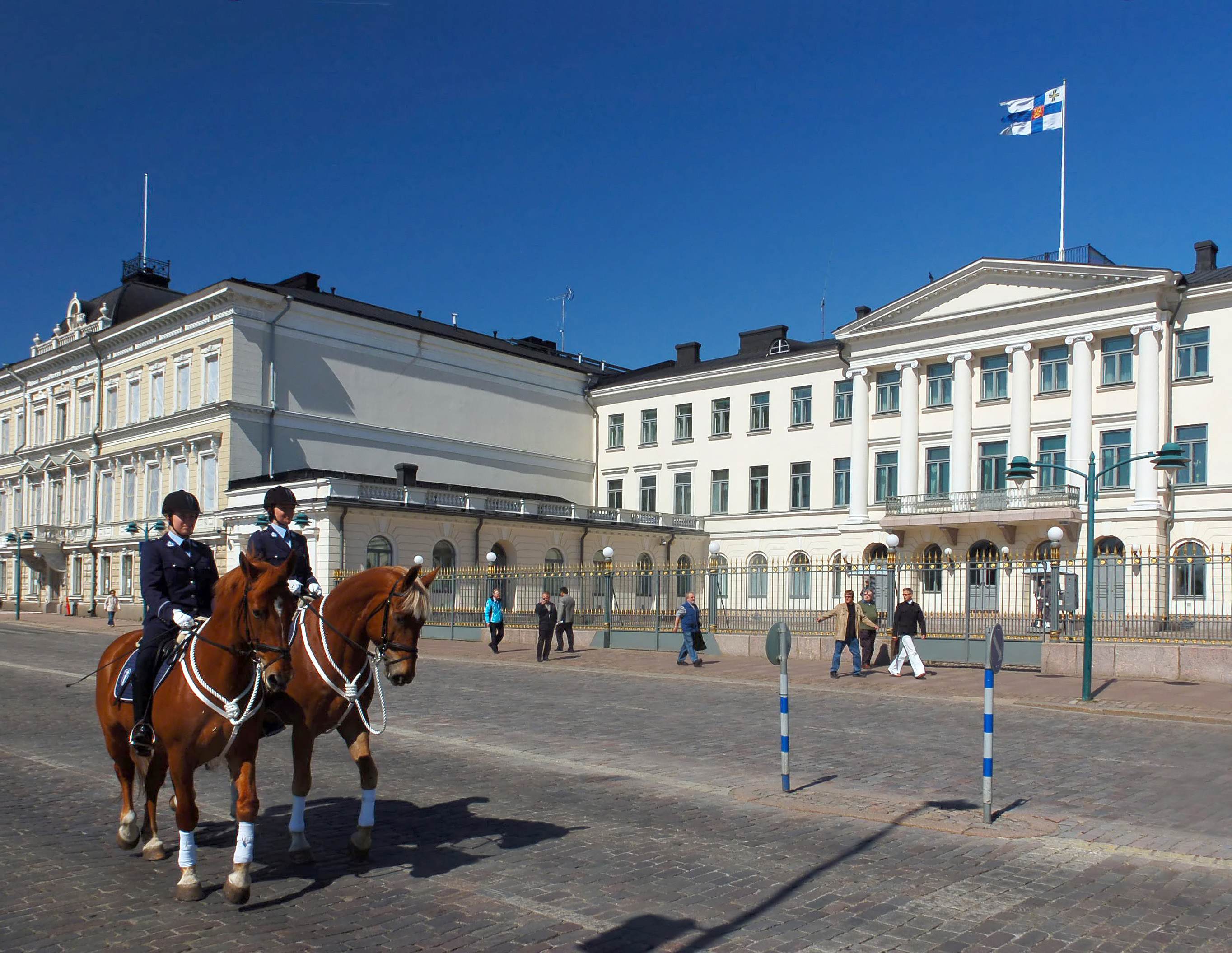
کاخ ریاست جمهوری در هلسینکی ۲۰۰۹